# Premio Nacional de Periodismo Miguel Delibes
El Premio Nacional de Periodismo Miguel Delibes va ser creat el 1996 per l'Associació de la Premsa de Valladolid amb el patrocini de Caja España amb l'objectiu de promoure el bon ús de la llengua castellana en els mitjans de comunicació escrits, així com la defensa i pervivència de l'idioma espanyol i la seva correcta utilització com a instrument informatiu. S'hi poden presentar treballs publicats en qualsevol mitjà escrit d'Espanya durant l'any precedent.
Els premiats fins ara han estat:
- 1996: Fernando Lázaro Carreter
- 1997: Vicente Verdú
- 1998: Álex Grijelmo García
- 1999: Jesús Marchamalo García
- 2000: José Jiménez Lozano
- 2001: Carlos Luis Álvarez Álvarez "Candido"
- 2002: Juan José Millás[2]
- 2003: Javier Marías
- 2004: Valentín García Yebra
- 2005: Andrés Trapiello
- 2006: María Ángeles Sastre Ruano
- 2007: Tomás Hoyas
- 2008: Antonio Álamo González
- 2009: Luis María Anson
- 2010: Joaquín Sánchez Torné[3]
- 2011: Magí Camps Martín
- 2012: Isaías Lafuente
- 2013: Iñaki Gabilondo
- 2014: Ignacio Camacho López de Sagredo[4]
- 2015: Pepa Fernández
- 2017: Martín Caparrós
- 2018: Elena Álvarez Mellado[5]